# Wrestle Kingdom 13
Wrestle Kingdom 13 è stata la tredicesima edizione dell'omonimo evento in pay-per-view prodotto annualmente dalla New Japan Pro-Wrestling (NJPW). Lo show si è svolto il 4 gennaio 2019 al Tokyo Dome di Tokyo.
In questa edizione di Wrestle Kingdom nessun campione è riuscito a difendere con successo il proprio titolo.

## Antefatto
Il 4 gennaio lo show al Tokyo Dome è il più grande evento annuale della New Japan Pro-Wrestling (NJPW) ed è stato definito "il più grande spettacolo di wrestling professionistico al mondo al di fuori degli Stati Uniti" e "l'equivalente giapponese del Super Bowl". L'evento è stato promosso sotto il nome Wrestle Kingdom dal 2007.
Wrestle Kingdom 13 è stato ufficialmente annunciato durante le finali del G1 Climax del 12 agosto 2018.
Il 12 agosto 2018 Hiroshi Tanahashi ha sconfitto Kōta Ibushi per vincere il G1 Climax 28. Come una tradizione annuale, il vincitore del G1 Climax riceve il diritto di sfidare il detentore dell'IWGP Heavyweight Championship in un match titolato a Wrestle Kingdom. Tanahashi ha difeso con successo il G1 Climax contro Kazuchika Okada il 23 settembre a Destruction in Kobe e contro Jay White l'8 ottobre al King of Wrestling. Allo stesso modo, l'IWGP Heavyweight Champion Kenny Omega ha difeso con successo il titolo contro Tomohiro Ishii il 15 settembre a Destruction a Hiroshima e in un Three-way match contro Cody e Kota Ibushi l'8 ottobre al King of Wrestling. Il match fra Omega e Tanahashi per l'IWGP Heavyweight Championship venne dunque confermato per Wrestle Kingdom 13.
Dopo New Year Dash !!, il 5 gennaio 2018 Chris Jericho ha attaccato l'IWGP Intercontinental Champion Tetsuya Naito. Il 4 maggio, a Wrestling Dontaku, Jericho ha attaccato nuovamente Naito, sancendo il match fra i due a Dominion 6.9 a Osaka-jo Hall per l'IWGP Intercontinental Championship di Naito, dove Jericho ha trionfato vincendo il titolo. La sua prima difesa è avvenuta il 3 novembre a Power Struggle il 3 novembre, dove Jericho ha difeso il titolo contro Evil. All fine del match, Naito è intervenuto per salvare Evil da Jericho e sfidandolo per l'IWGP Intercontinental Championship. Nonostante il rifiuto di Jericho, la direzione della NJPW ha annunciato un incontro titolato fra i due a Wrestle Kingdom 13.

## Risultati
| #        | Incontri | Stipulazione                                                             | Durata |
| -------- | --- | ------------------------------------------------------------------------ | ------ |
| Kick-off | Most Violent Players (Ryusuke Taguchi, Togi Makabe e Toru Yano) hanno sconfitto Dave Finlay, Jeff Cobb e Yūji Nagata, Chaos (Hirooki Goto, Beretta e Chuckie T), Suzuki-gun (David Hart Smith, Lance Archer e Minoru Suzuki) e The Elite (Adam Page, Yujiro Takahashi e Marty Scurll) | Gauntlet match                                                           | 27:47  |
| 1        | Will Ospreay ha sconfitto Kota Ibushi (c) | Single match per il NEVER Openweight Championship                        | 18:13  |
| 2        | Los Ingobernables de Japon (Bushi e Shingo Takagi) hanno sconfitto Suzuki-gun (El Desperado e Yoshinobu Kanemaru) (c) e Roppongi 3K (Yoh e Sho) | 3-Way Tag Team match per l'IWGP Junior Heavyweight Tag Team Championship | 06:51  |
| 3        | Zack Sabre Jr. (con Taka Michinoku) ha sconfitto Tomohiro Ishii (c) | Single match per il British Heavyweight Championship                     | 11:37  |
| 4        | Los Ingobernables de Japon (Evil e Sanada) hanno sconfitto Guerrillas of Destiny (Tama Tonga e Tanga Loa) (c) (con Bad Luck Fale e Jado) e The Young Bucks (Matt Jackson e Nick Jackson)                                                                                              | 3-Way Tag Team match per l'IWGP Tag Team Championship                    | 10:16  |
| 5        | Juice Robinson ha sconfitto Cody Rhodes (c) (con Brandi Rhodes) | Single match per l'IWGP United States Championship                       | 09:03  |
| 6        | Taiji Ishimori ha sconfitto Kushida (c) | Single match per l'IWGP Junior Heavyweight Championship                  | 11:17  |
| 7        | Jay White (con Gedo) ha sconfitto Kazuchika Okada | Single match                                                             | 14:20  |
| 8        | Tetsuya Naito ha sconfitto Chris Jericho (c) | Single match per l'IWGP Intercontinental Championship                    | 22:35  |
| 9        | Hiroshi Tanahashi ha sconfitto Kenny Omega (c) | Single match per l'IWGP Heavyweight Championship                         | 39:14  |